# Ensenada
Pour les articles homonymes, voir Ensenada (homonymie).
Ensenada est une ville mexicaine de l'État de Basse-Californie, siège de la municipalité du même nom.

## Géographie

### Situation
La ville d'Ensenada, d'une superficie de 61,08 km2, se situe au nord-ouest de la péninsule de Basse-Californie, au bord de l'océan Pacifique, sur la rive de la baie de Tous les Saints. Elle est distante de quelque 130 kilomètres de la frontière entre les États-Unis et le Mexique et de la ville de San Diego.
La ville est le siège d'une municipalité qui s'étend sur 8 790,47 km2.

## Histoire

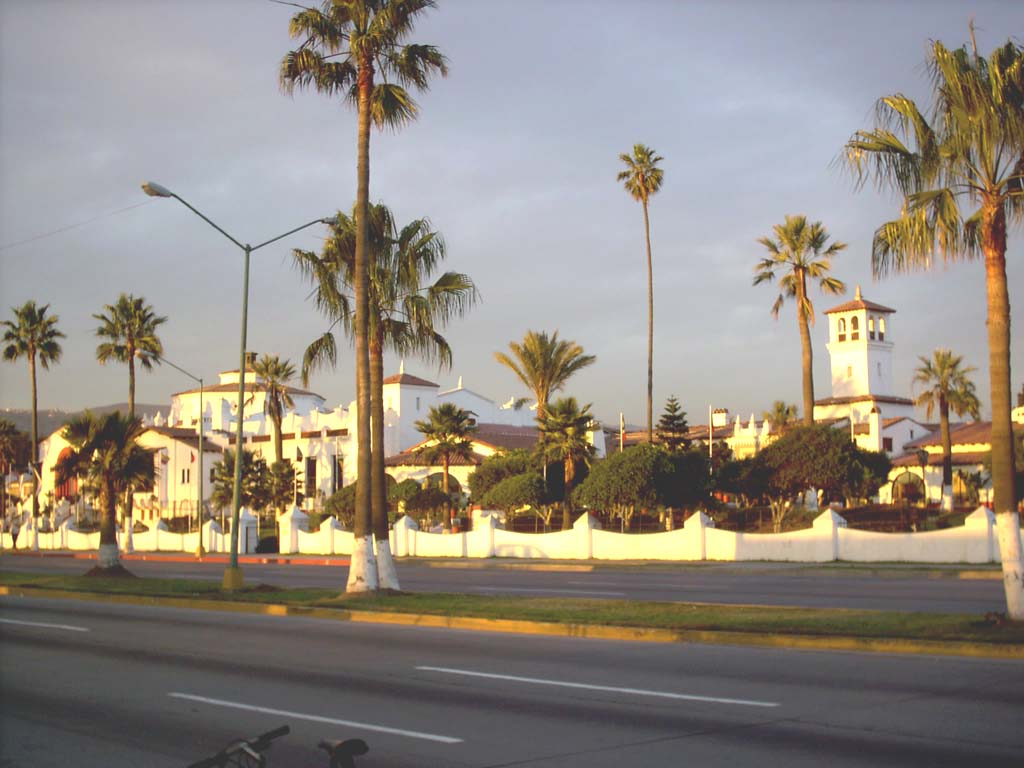
Ex Hotel Riviera Pacífico à la lumière de la fin de journée

Dans l'histoire précolombienne, le site de la ville est d’abord peuplé par les indiens Yumano.
En 1602, l'Espagnol Sebastián Vizcaíno (1548-1615) voyage à l’intérieur de la baie et surpris par la beauté de cette dernière lui donne le nom de Ensenada de Todos los Santos.
À partir de 1920, la prohibition en vigueur aux États-Unis offre à cette ville une prospérité inattendue en tant que zone frontalière et lui permet de développer une infrastructure hôtelière et les services d'un casino.
En 1949, Alfonso et Pedro Rocha Espinosa achètent l'hôtel Riviera del Pacífico. À cette époque, il est visité à plusieurs reprises par le président Miguel Alemán et par des artistes et personnalités de renommée internationale. Ce palace est exproprié par le gouverneur Braulio Maldonado, reconnu pour sa corruption. Actuellement, l'ancien palace est un monument historique et le lieu préféré des habitants pour la célébration de mariages ou d'autres manifestations.

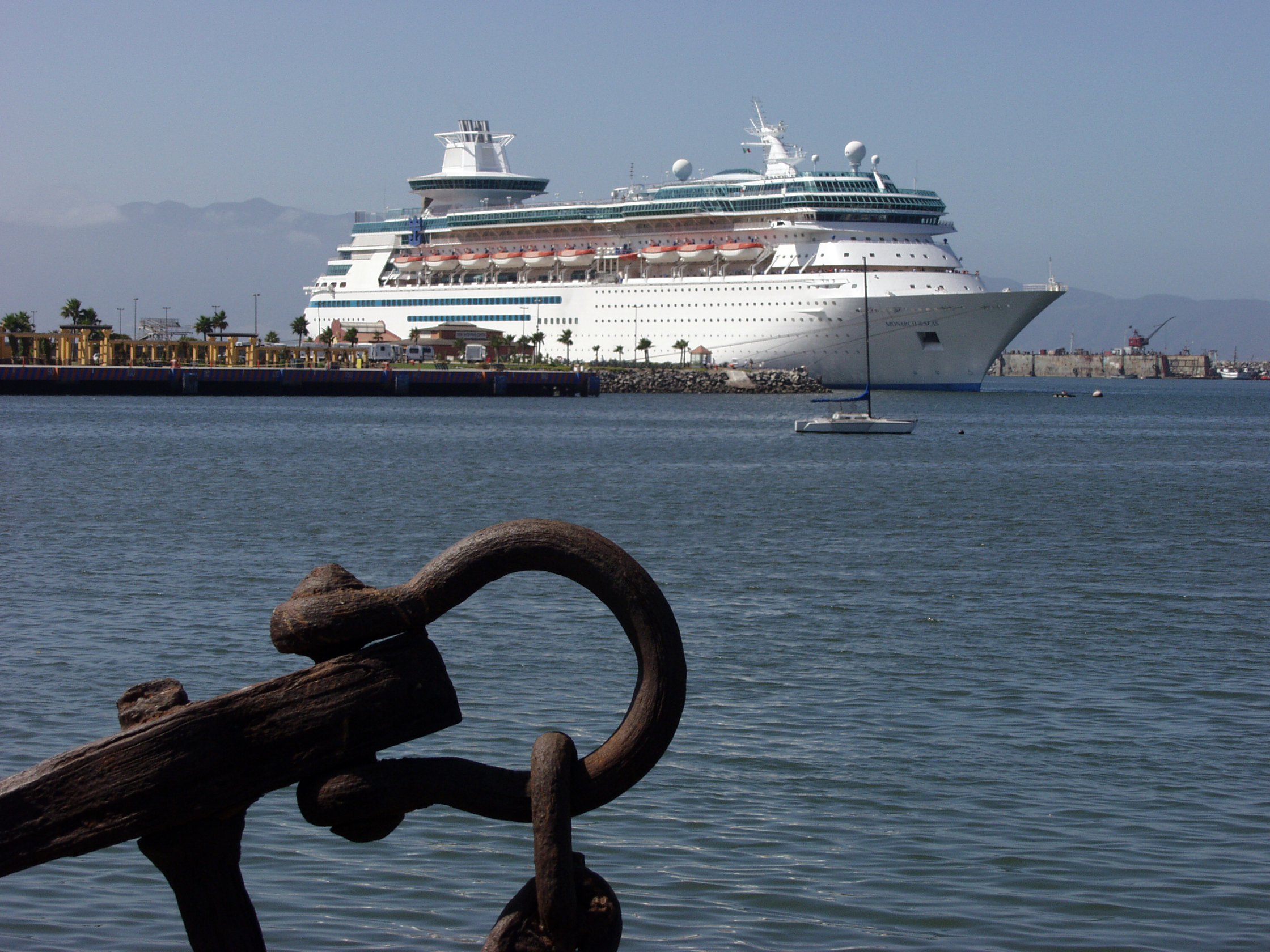
Un navire à quai au port d'Ensenada.

## Économie
La ville abrite un port commercial aux infrastructures modernes.

### Pêche commerciale

Photo prise au marché de poisson (Mercado Negro), Baja California, México

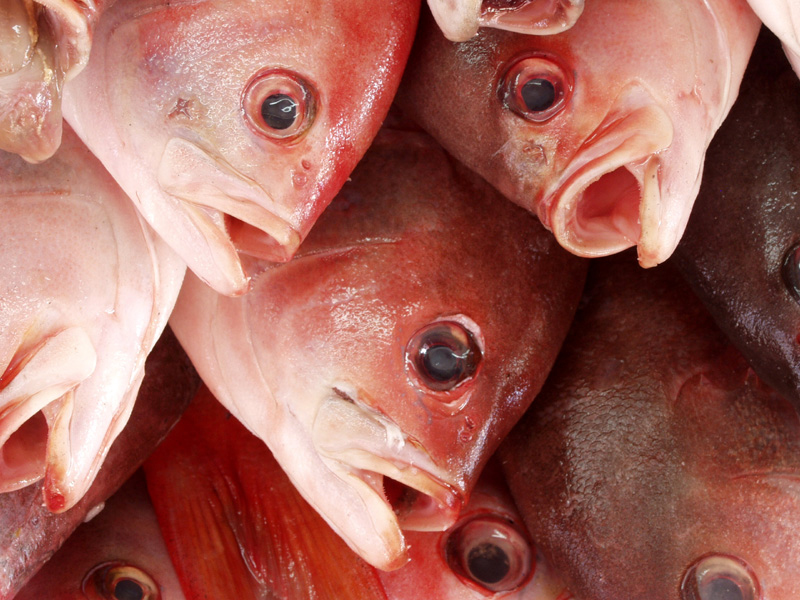
Photo prise au marché de poisson (Mercado Negro), Baja California, México

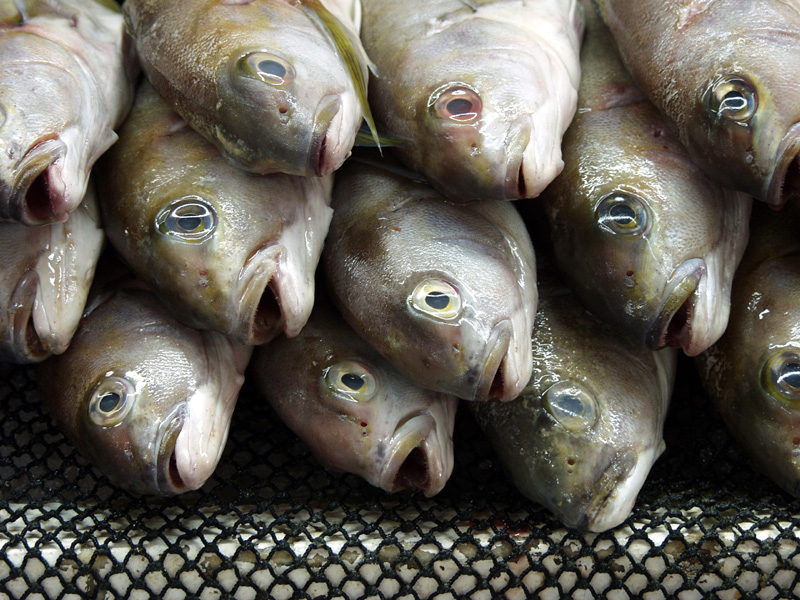
Photo prise au marché de poisson (Mercado Negro), Baja California, México

Plus de 90 espèces sont commercialisées à Ensenada, parmi les espèces les plus importantes, le thon, la crevette, le homard, l'abalone, la sardine, le maquereau.

## Gastronomie
La ville est reconnue pour offrir une cuisine de poisson et de crustacés de mer, on y organise chaque année depuis 1978, la Feria del Pescado y del Marisco.
Un autre évènement cullinaire sont le Chili Cook Off, et les Fiestas de las Vendimias (fête vinicole), mais également un concours de paëlla (Concurso de las Paellas) qui n'a rien à envier à celles produite en Andalousie.
Ensenada est reconnue pour son accueil gastronomique, son cabernet fabuleux provenant de San Antonio de las Minas, ses parcs nationaux, ses peintures rupestres dans le Cañon de Guadalupe.

## Sciences et éducation
Ensenada est actuellement la ville comprenant le plus de chercheurs par nombre d’habitants au Mexique, dans la ville se trouve le « Centre de Recherche Scientifique et d'Éducation Supérieure d'Ensenada » (CICESE) un des centres CONACYT. Dans ce centre plusieurs recherches sont effectuées dans le domaine des sciences de la Terre, physique appliquée, océanologie et biologie expérimentée et appliquée. Recherches avec la « Universidad Autónoma de Baja California » (UABC), sont effectués essentiellement en  océanologie et éducation bien qu'il existe des groupes en physique, biologie et autres domaines.
Établissements d'enseignement supérieurs :
- Ensenada campus of the Universidad Autónoma de Baja California (UABC) ;
- Universidad Xochicalco ;
- Instituto Tecnológico de Ensenada (ITE) ;
- Ensenada campus of the Centro de Enseñanza Técnica y Superior (CETyS) ;
- Centro de Investigación Científica y de Educación Superior de Ensenada (CICESE) ;
- Tecnológico de Baja California (TBC).

Littérature : J.M.G. Le Clezio situe à Ensenada une partie de l'action de son roman Pawana.

## Culture et patrimoine

### Sites et monuments
- El Malecon
- le parc de la Ventana al mar
- La promenade de la Calle Primera

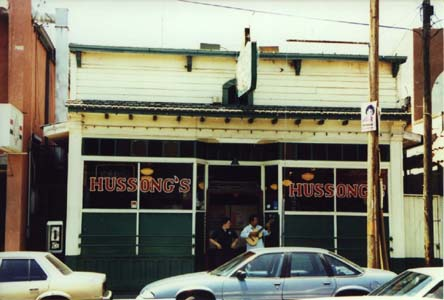
Cantina Hussong's

- Cantina Hussong, le bar le plus ancien de Basse-Californie, situé avenue Ruiz.

## Personnalités nées à Ensenada
- Raúl Ramírez, né en 1953, est un ancien joueur de tennis professionnel.
- Daniel Corral, né en 1990, est un gymnaste.
- Isaac Del Toro, né en 2003, est un cycliste professionnel.